# 驛傳社
1897年4月，由賀田金三郎以大倉喜八郎的名義，與山下秀實、金子圭介等人一起創辦驛傳社，然而會社創辦前，卻未取得大倉喜八郎之首的認同，大倉雖曾一再下令賀田該終止此事業，但賀田不接受，後來大倉喜八郎則派女婿大倉夈馬到臺宣達大倉組退出譯傳社的通知，大倉組退出後，譯傳社社長改由賀田金三郎擔任。

## 主要負責之經營項目
- 國庫金的運送。
- 通信局與全島郵局之間的金錢及物品運輸業務。
- 郵寄物品的轉遞。
- 郵便局處理匯兌差額的搬運與轉交。
- 稅務官員徵收的納稅金額集中後，送往附近的國庫存放。
- 提供陸軍管轄的輕便鐵道運作所需勞動力。[1]

## 設立地點
總店設立在臺北，而其他分店最早是設在臺中、臺南、宜蘭及臺東，也設立辦事處在埔里社、雲林、恆春、枋寮、蘇澳、北斗、彰化、大甲、後壠、鳳山、阿公店、基隆，從1987年九月起，又陸續增設辦事處在嘉義、新營庄、曾文溪、安平、璞石閣（今花蓮玉里）、巴塱衛（今台東大武）、烏口庄、紅毛田、葫蘆墩、澎湖等政府官衙所在地。